# Apparato di Fizeau-Foucault
L'apparato di Fizeau-Foucault è un dispositivo per il calcolo della velocità della luce.

## Storia del dispositivo
Nel 1849 Hippolyte Fizeau ideò un apparato nel quale un lampo di luce veniva inviato su uno specchio situato a 8 chilometri di distanza; lo specchio lo rifletteva fino all'osservatore: il tempo trascorso per percorrere i 16 chilometri non superava di molto 1/20 000 di secondo. Fizeau tentò di misurarlo ponendo sul percorso del raggio luminoso una ruota dentata in rapida rotazione; tuttavia, il lampo, passato fra un dente e l'altro all'andata, colpiva il dente successivo al ritorno; quindi Fizeau, situato dietro la ruota, non lo vedeva.
Aumentando la velocità della ruota il raggio passava nel successivo intervallo fra due denti, così, regolando e misurando la velocità di rotazione della ruota, Fizeau trovò che la velocità della luce era pari a 315 000 chilometri al secondo.
Nel 1850, Léon Foucaultperfezionò il metodo utilizzando uno specchio rotante al posto della ruota dentata. Ora il tempo trascorso veniva misurato da un leggero cambiamento di direzione del raggio di luce riflesso. Questa misurazione fornì, come velocità della luce nell'aria, 299.792,458 chilometri al secondo.